# Cirquent
Cirquent es una empresa de consultoría alemana especializada en la tecnología de la información. Desde finales de septiembre de 2008 es propiedad en un 72,9% de NTT Data, filial de la empresa japonesa NTT, y en un 25,1% del Grupo BMW. La consultoría emana del Grupo Softlab, el cual forma parte de BMW desde 1992. Por medio de una serie de adquisiciones y fusiones estratégicas se ha convertido en una de las consultorías líderes en Alemania, ocupando el lugar número 7 en el ranking de la Lünendonk-Liste. 
Cirquent cuenta con cuatro oficinas en Alemania y filiales en Austria, Suiza y Gran Bretaña además de la sede en Múnich. Cirquent ofrece consultoría en las industrias automotríz, banca, aseguradoras, telecomunicaciones y manufactura. Además de dar asistencia y mantenimiento a sistema informáticos.

## Origen del nombre Cirquent
El nombre Cirquent es una palabra artificial derivada de las palabras Circle (círculo) y Konsequent (consecuente). Esto tiene como fin, proyectar los valores fundamentales de la empresa. Por un lado el entendimiento completo de las necesidades del cliente en la sílaba "cir" (círculo) y por el otro el enfoque consecuente e incondicional en el cliente en la segunda sílaba "quent" (consecuente).

## Cirquent Austria
En 1982 y con tan solo cinco empleados abrió sus puertas la oficina de Softlab Austria. Su fuerte era el entorno de desarrollo integrado Maestro. En la década de los 90 se enfocó Softlab en la gestión de servicios de TI, atendiendo principalmente a clientes en el ramo de las telecomunicaciones. En 2005 se fusionó la empre con la consultoría de TI Anite. Esto le permitió a Softlab duplicar el número de empleados en el área de consultoría y gestión de proyectos. 
Desde enero de 2007 existe una alianza con SAP. A partir del primero de enero de 2008 se cambió el nombre de la empresa por Cirquent.

## Cirquent Suiza
Cirquent AG Suiza es una sociedad anónima fundada en 1992 bajo el nombre de Softlab AG. El primero de enero de 2008 se convirtió en Cirquent AG. La empresa tiene su sede en Opfikon-Glattbrugg cerca de Zúrich y cuenta con una sucursal en Berna. Cirquent AG es una subsidiaria de la consultoría alemana en TI Cirquent GmbH. Cirquent Suiza asesora a bancos, aseguradoras, dependencias públicas, compañías eléctricas, así como empresas de telecomunicaciones y servicios en las áreas de CoreBanking (Soluciones para negocios clave de la banca), gestión de clientes y seguridad en TI.